# ヴィリー・ブリッツ
ヴィリー・ブリッツ（Willem Britz、1988年8月31日 - ）は、ジャパンラグビーリーグワンNTTドコモレッドハリケーンズ大阪に所属するラグビー選手。

## プロフィール
- 南アフリカ・ブルームフォンテーン出身。
- ポジションはロック(LO)、ナンバーエイト(No8)、フランカー(FL)。
- 身長 193 cm、体重 110 kg。
- ニックネームはCecil。
- 世界選抜に選ばれたことがある[1]。

## 来歴
5歳からラグビーを始めた。
ディアマントヘルド高校、フリーステイト大学、ライオンズ、チーターズを経て、2015年、NTTコミュニケーションズシャイニングアークス(現・NTTコミュニケーションズ シャイニングアークス東京ベイ浦安)に加入。同年11月29日に行われたジャパンラグビートップリーグ第3節のクボタスピアーズ戦に先発出場で日本での公式戦初出場を果たした。
2017年、スーパーラグビーサンウルブズの2017年スコッドに入った。
2021年、ヒューストン・セイバーキャッツに加入。
2022年、NTTドコモレッドハリケーンズ大阪に加入。